# Parrotspitze
De Parrotspitze (Italiaans: Punta Parrot) is een 4432 meter hoge top in het bergmassief van de Monte Rosa op de grens van Italië en Zwitserland. Wat betreft hoogte is de Parrotspitze de twaalfde berg van de Alpen.
De Parrotspitze ligt ten zuiden van de Signalkuppe (Italiaans: Punta Gnifetti, 4559 m) aan het uiteinde van de Walliser Grenzgletscher.
De normaalroute naar de top begint bij de Italiaanse berghut Gnifetti (3611 m). Vandaar gaat de route naar de Piodejoch (4283 m) die nabij de Ludwigshöhe ligt (2 uur). Vanaf dit punt is het nog 30 minuten lopen over de 40° steile, ijzige westgraat van de Parrotspitze. Vanuit Zwitserland is de top via de Monte Rosahütte (2795 m) en de Grenzgletscher bereikbaar. De berg wordt vaak door bergbeklimmers meegenomen op hun tocht naar de Signalkuppe om weer een nieuwe vierduizender aan hun lijstje toe te kunnen voegen.